# Häuser Meiringplatz 10 bis 20 (Düren)
Die Häuser Meiringplatz 10 bis 20 stehen im Grüngürtel in Düren in Nordrhein-Westfalen. 
Der Meiringplatz ist polygonal mit Mittelbau auf sechseckigem länglichen Grundriss gestaltet. Dessen Stirnseite liegt axial zur Meiringstraße und hat zwei den Platz schließende flankierende Bauten. Der Mittelbau ist ein viergeschossiger Backsteinbau mit zusätzlichem Speichergeschoss. Darüber ist ein Flachdach. Die Fensterfelder liegen übereck. Im zweiten Geschoss besteht eine Brückenverbindung zu einem der dreigeschossigen Randbauten. Das zweite, ursprünglich analog gestaltete Randgebäude wurde nach der Kriegszerstörung als dreigeschossiges Laubenganghaus errichtet.
Die Bauwerke sind unter Nr. 1/044 bis 1/049 in die Denkmalliste der Stadt Düren eingetragen.